# Cheiracanthium
Cheiracanthium — рід середнього розміру павуків родини Cheiracanthiidae, поширених у Європі, Азії та Африці, включно з Мадагаскаром. Мають великі хеліцери та здатні спричиняти болючі укуси. Ловильних сіток не будуть, сплітають з павутини мішкоподібні укриття, де ховаються вдень, зимують чи виводять дитинчат. Описано понад 200 видів роду, з них 35 у Європі.

## Опис
Відстань між задніми середніми очима менша, ніж між ними та групами задніх бічних очей. Хеліцери довгі. Передня пара ніг є найдовшою порівняно з іншими. Стегна передніх двох пар ніг не мають шипів зі спинного боку.

## Спосіб життя
Види роду часто мешкають у трав'янистій рослинності, у луках, степах чи саванах, де сплітають собі укриття, скручуючи листки за допомогою павутини. У подібних укриттях самиці охороняють кокон і дитинчат. Справжніх ловильних сіток не будують, а полюють, нападаючи на комах чи інших безхребетних, яких перестрінуть.

## Ареал і таксономія
Види роду поширені всесвітньо, окрім полярних регіонів. У тропічній Африці та Мадагаскарі відомо близько 50 видів.
На Лівобережжі України виявлено принаймні 9 видів роду:
- Cheiracanthium effossum Herman, 1879 — Чернігівська область
- Cheiracanthium elegans Thorell, 1875 — Харківська, Луганська, Донецька, Херсонська області
- Cheiracanthium erraticum (Walckenaer, 1802) — Чернігівська, Сумська, Полтавська, Харківська, Луганська, Дніпропетровська, Донецька, Херсонська області
- Cheiracanthium gratum Kulczyński, 1897 — Донецька область
- Cheiracanthium mildei L. Koch, 1864 — Харківська, Луганська, Дніпропетровська, Донецька, Херсонська, Миколаївська області
- Chiracanthium pelasgicum (C. L. Koch, 1837) — Луганська область
- Cheiracanthium pennyi O. Pickard-Cambridge, 1873 — Полтавська, Харківська, Луганська, Дніпропетровська, Донецька, Херсонська, Миколаївська області
- Cheiracanthium punctorium (Villers, 1789) — Чернігівська, Сумська, Полтавська, Харківська, Луганська, Миколаївська, Донецька, Херсонська області
- Cheiracanthium virescens (Sundevall, 1833) — Чернігівська, Полтавська, Харківська, Луганська, Миколаївська, Донецька, Херсонська області

## Значення для людини
Павуки роду Cheiracanthium мають довгі хеліцери, а тому можуть прокусити шкіру людини. Їхня отрута є відносно токсичною та виділяється у значній кількості. Низка видів роду вважаються небезпечними для людини, бо їхні укуси викликають біль та набряк. Серед цих видів  Cheiracanthium inclusum та Cheiracanthium punctorium. Чимало видів роду є синантропними та оселяються в людських будівлях і помешканнях. Це, а також агресивна поведінка сприяють укусам.